# Konni
Konni Polgrave (zkráceně Konni; 1999—2014) byla fena labradora, domácí mazlíček Vladimira Putina. V tisku byla obvykle zmiňována jako Koni či labrador Koni. Často se objevovala v novinových článcích, byla hrdinkou komiksu v časopise Ogoňok a knihy popisující život Vladimira Putina očima psa. Koncem roku 2014 uhynula.

## Rodokmen a potomci
Konni, celým jménem Konnie Polgrave, se narodila v roce 1999 v kynologickém centru ministerstva mimořádných událostí v Noginsku, kde měla být vycvičena jako pátrací a záchranný pes. Rodiče Konni jsou Henrietta Bush (matka) a Alkor Ross Bradford (otec). Alkor Ross Bradford měl předky u psů, které vlastnil Leonid Brežněv. Dle domněnek byla Konni pojmenována po americké političce Condoleezze Riceové. V prosinci roku 2000 ji darem dostal Vladimir Putin od ministerstva pro mimořádné situace.
7. prosince 2003 porodila Konni osm štěňat. Dvě ze štěňat byla darována tehdejšímu rakouskému prezidentovi. Další Konnino štěně je u záchranné služby ve Vladikavkazu.

## Konni a Vladimir Putin

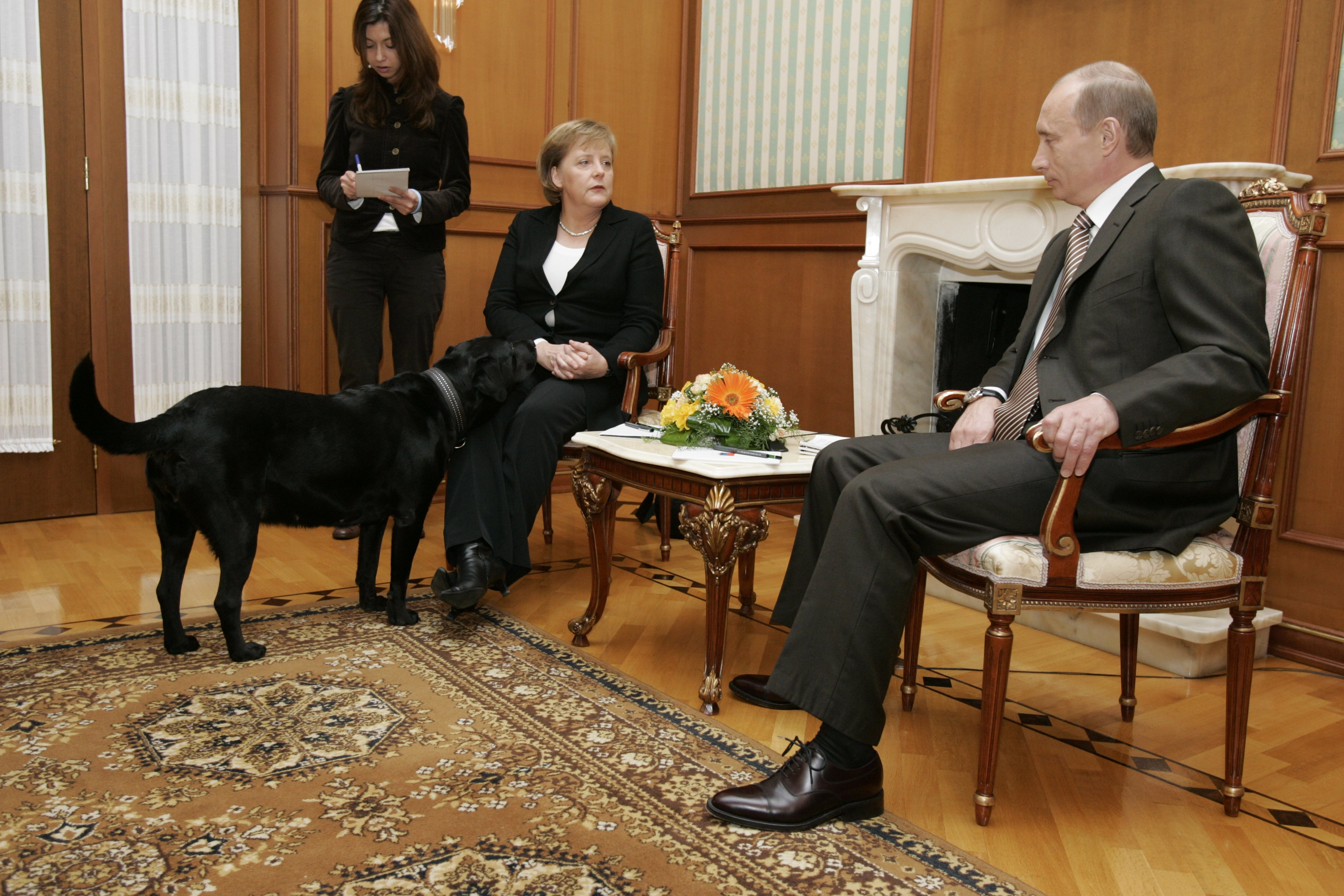
Konni na setkání Merkelové a Putina v roce 2007

Od doby, kdy se stala členem rodiny Putina byla velkou částí v jeho životě. V roce 2007 se s ní Putin nechal vyfotit a výslednou fotku použil na svoji akreditační kartu. Na této fotce sedí Putin v křesle a Konni u jeho nohou.
Časem se Konni naučila mnoho povelů, které občas předváděla, když byla s Putinem ve společnosti. Krom základních povelů jako je "Lehni!" zvládala například i panáčkování.
Sám Putin se s ní ukazoval na různých politických akcích. Například v prosinci roku 2004 se Putin rozhodl nevzít ji s sebou na novoroční párty a zatímco Putin měl na pódiu proslov, Konni utekla z domu a přišla za ním na jeviště. Se svým majitelem se také účastnila zasedání s běloruským prezidentem Alexandrem Lukašenkem. Kromě jiných známých politiků se Konni setkala i s Angelou Merkelovou, která ale trpí strachem ze psů, nebo Georgem W. Bushem.

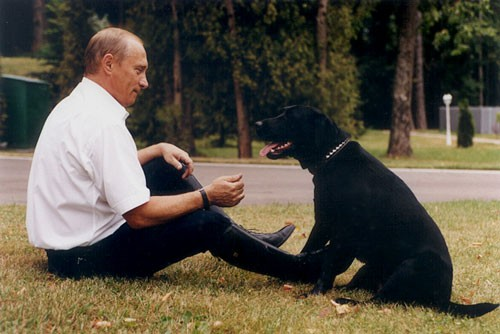

V roce 2004 byla o Konni vydána 60 stránková kniha v angličtině, která zaznamenávala její dobrodružství a život s jedním z nejvlivnějších mužů světa. V časopise Ogoňok vystupuje jako rádce Putina.
| „ | V těchto situacích se snažím poradit se svým psem Konni, který mi vždy dá dobrou radu. | “ |